# Thitiwat Phranmaen
Thitiwat Phranmaen (thailändisch ฐิติวัติ พรานแม่น; * 2. Juli 1999), auch als North bekannt, ist ein thailändischer Fußballspieler.

## Karriere
Thitiwat Phranmaen stand bis Mitte 2022 beim Drittligisten North Bangkok University FC. Mit dem Verein aus der Hauptstadt Bangkok spielte er in der Bangkok Metropolitan Region der Liga. Am Ende der Saison 2022/23 feierte er mit dem Verein die Meisterschaft der Region. In den Aufstiegsspielen zur zweiten Liga konnte man sich jedoch nicht durchsetzen. Zu Beginn der Saison 2023/24 unterschrieb er in Kanchanaburi im Juni 2023 einen Vertrag beim Zweitligaaufsteiger Dragon Pathumwan Kanchanaburi FC. Sein Zweitligadebüt gab Phranmaen am 13. August 2023 (1. Spieltag) im Heimspiel gegen den Ayutthaya United FC. Bei der 0:1-Heimniederlage stand er in der Startelf und wurde in der 76. Minute gegen Anawat Koedsombat ausgewechselt. In der Hinrunde 2023/24 bestritt er acht Zweitligaspiele. Im Januar 2024 wechselte er zum ebenfalls in der zweiten Liga spielenden Chainat Hornbill FC. Für den Verein aus Chainat bestritt er 26 Zweitligaspiele. Nach der Hinrunde 2024/25 wechselte er im Januar 2025 zum Erstligisten Sukhothai FC.

## Erfolge
North Bangkok University FC
- Thai League 3 – Bangkok Metropolitan Region: 2022/23